# Austramathes ceramodes
Austramathes ceramodes är en fjärilsart som beskrevs av Edward Meyrick 1887. Austramathes ceramodes ingår i släktet Austramathes och familjen nattflyn. Inga underarter finns listade i Catalogue of Life.